# العفيف (السياني)

تعديل مصدري - تعديل

العفيف محلة تابعة لقرية المصينعة، التابعة لعزلة عميد الداخل بمديرية السياني إحدى مديريات محافظة إب في الجمهورية اليمنية.، بلغ تعداد سكانها 152 حسب تعداد اليمن لعام 2004.